# Tragocephala poensis
Tragocephala poensis là một loài bọ cánh cứng trong họ Cerambycidae.